# Epirotiki Lines
Epirotiki Lines est une compagnie maritime basée au Pirée fondée en 1850 par Anastassios Potamianos. En 1995, elle fusionne avec la Sun Line pour former la compagnie Royal Olympic Cruise Lines.

## Histoire

### Fondation
En 1850, Anastassios Potamianos fonde, avec l’aide de son neveu Giorgos, une entreprise de transport maritime entre l’île de Céphalonie et Brăila. À la mort d’Anastassios en 1902, Giorgos prend la direction de la société et la nomme Epirotiki, en choisissant comme logo une croix byzantine jaune apposée sur un losange bleu. En 1916, le siège de la compagnie est déplacé vers Le Pirée et elle achète un navire à vapeur. Dix ans plus tard, elle possède 15 navires à passagers.
À la suite de la Seconde Guerre mondiale, la compagnie ne dispose plus que d’un seul navire, le G. Potaminos, les autres ayant été gravement endommagés ou détruit au cours du conflit.
Après le conflit, Epirotiki ne propose que des croisières autour de la Grèce. Dans les années 1960, la compagnie ajoute les croisières dans les Caraïbes à son offre. Dans les années 1980, la compagnie se diversifie, disposant d’une filiale armant des pétroliers et des cargos. Entre 1988 et 1991, la compagnie fait face aux naufrages du Jupiter le 21 octobre 1988, du Pegasus le 2 juin 1991 puis de l’Oceanos le 4 août 1991.
En 1995, Epirotiki fusionne avec la Sun Line, devenant la Royal Olympic Cruise Lines.

## Navires d’Epirotiki Lines
| Nom du navire       | Image | IMO     | Année de construction | Année d'acquisition | Statut                          |
| ------------------- | ----- | ------- | --------------------- | ------------------- | ------------------------------- |
| Odysseus            |       | 5372563 | 1937                  | inconnu             | Détruit à Faslane en 1979       |
| Hermès              |       | 5149124 | 1930                  | 1960                | Détruit à Inverkeithing en 1974 |
| Semiramis           |       | 5319872 | 1935                  | 1953                | Détruit à Singapour en 1980     |
| Pegasus             |       | 5272866 | 1930                  | 1985                | Détruit à Bruges en 1976        |
| Argonaut            |       | 5265069 | 1929                  | 1964                | Détruit à Alang en 2004         |
| Jason               |       | 6415489 | 1965                  | 1966                | Détruit à Alang en 2009         |
| Orpheus             |       | 5163120 | 1952                  | 1968                | Détruit à Batangas en 1989      |
| Munster I           |       | 5243762 | 1968                  | 1985                | Détruit à Alang en 2000         |
| Jupiter             |       | 5239022 | 1961                  | 1970                | Coulé le 21 octobre 1988        |
| Neptune             |       | 5233535 | 1955                  | 1971                | Détruit à Aliağa en 2002        |
| Atlas               |       | 5302776 | 1951                  | 1972                | Coulé le 16 mars 2003           |
| Oceanos             |       | 5170991 | 1952                  | 1976                | Coulé le 4 août 1991            |
| Hermès              |       | 5176713 | 1955                  | 1976                | Détruit à Aliağa en 2011        |
| Homeric Renaissance |       | 6604834 | 1966                  | 1977 \|             | Détruit à Alang en 2010         |
| Pegasus             |       | 7360174 | 1975                  | 1984                | Détruit à Aliağa en 1995        |
| Odysseus            |       | 5284780 | 1962                  | 1988                | Détruit à Alang en 2008         |
| Apollon             |       | 7323449 | 1973                  | 1991                | Détruit à Aliağa en 2014        |
| Triton              |       | 7046936 | 1971                  | 1991                | Détruit à Alang en 2014         |
| Pallas Athena       |       | 7932329 | 1952                  | 1992                | Détruit à Aliağa en 1994        |
| Olympic             |       | 5103936 | 1961                  | 1993                | Détruit à Alang en 2003         |
| Olympic             |       | 5103924 | 1956                  | 1994                | Détruit à Alang en 2008         |